# Lomatium dissectum
Lomatium dissectum ist eine Pflanzenart aus der Gattung Lomatium innerhalb der Familie der Doldenblütler (Apiaceae). Sie ist im westlichen Nordamerika verbreitet und wird dort englisch Fern Leaf Biscuitroot, Desert Parsley, Fernleaf Desert-parsley, Giant lomatium genannt.

## Beschreibung

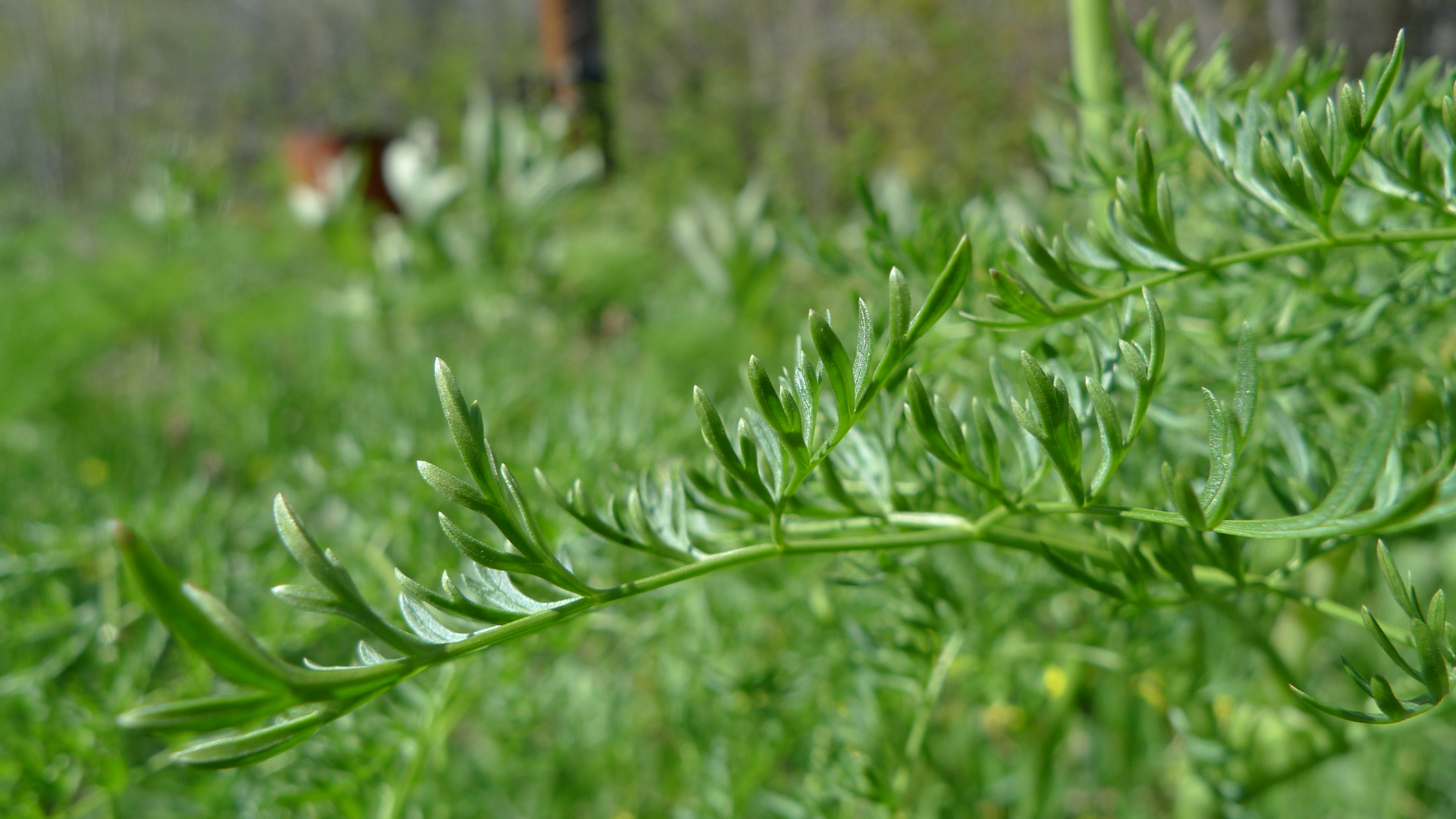
Fiederteiliges Laubblatt

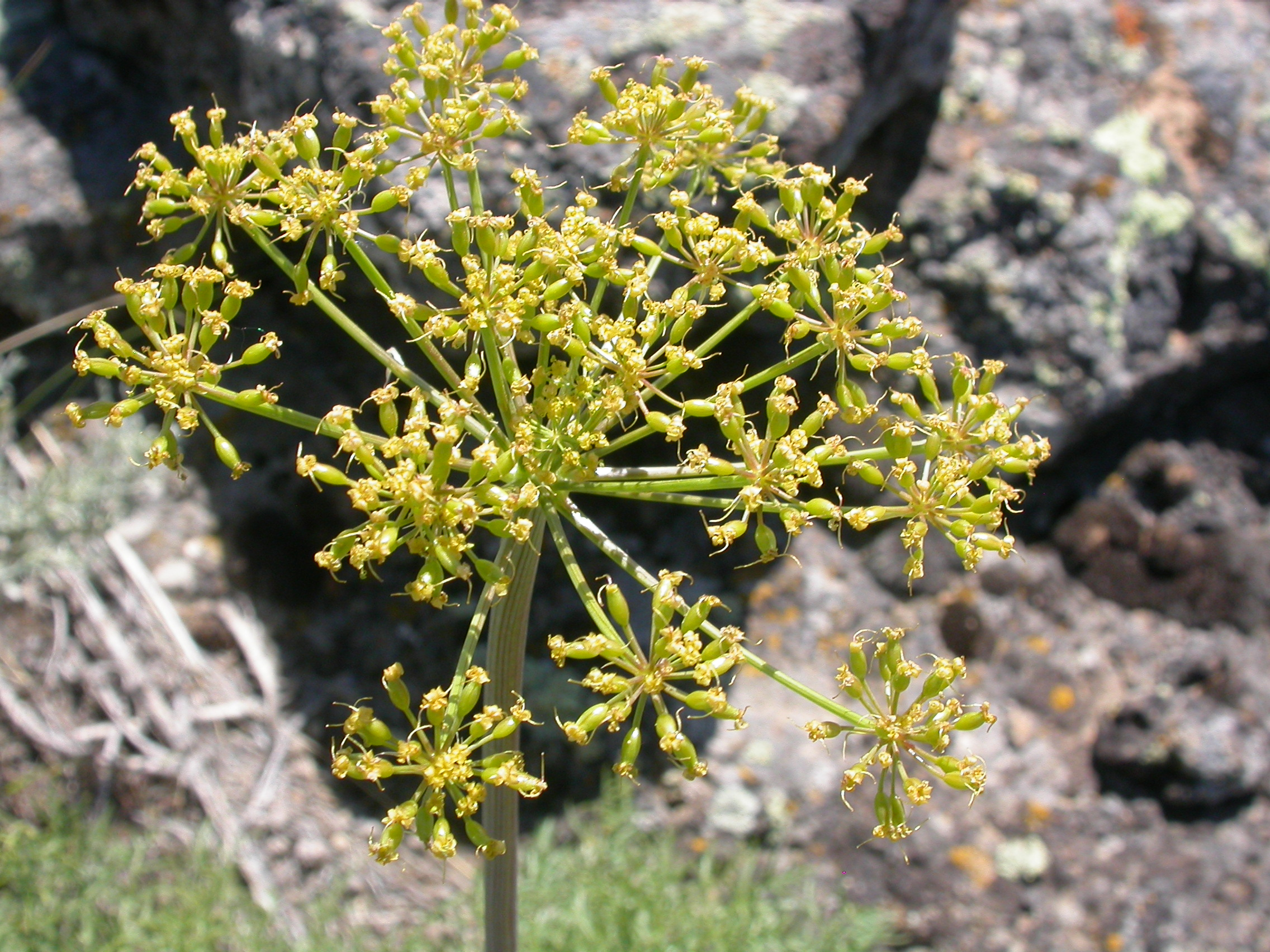
Doppeldoldiger Blütenstand

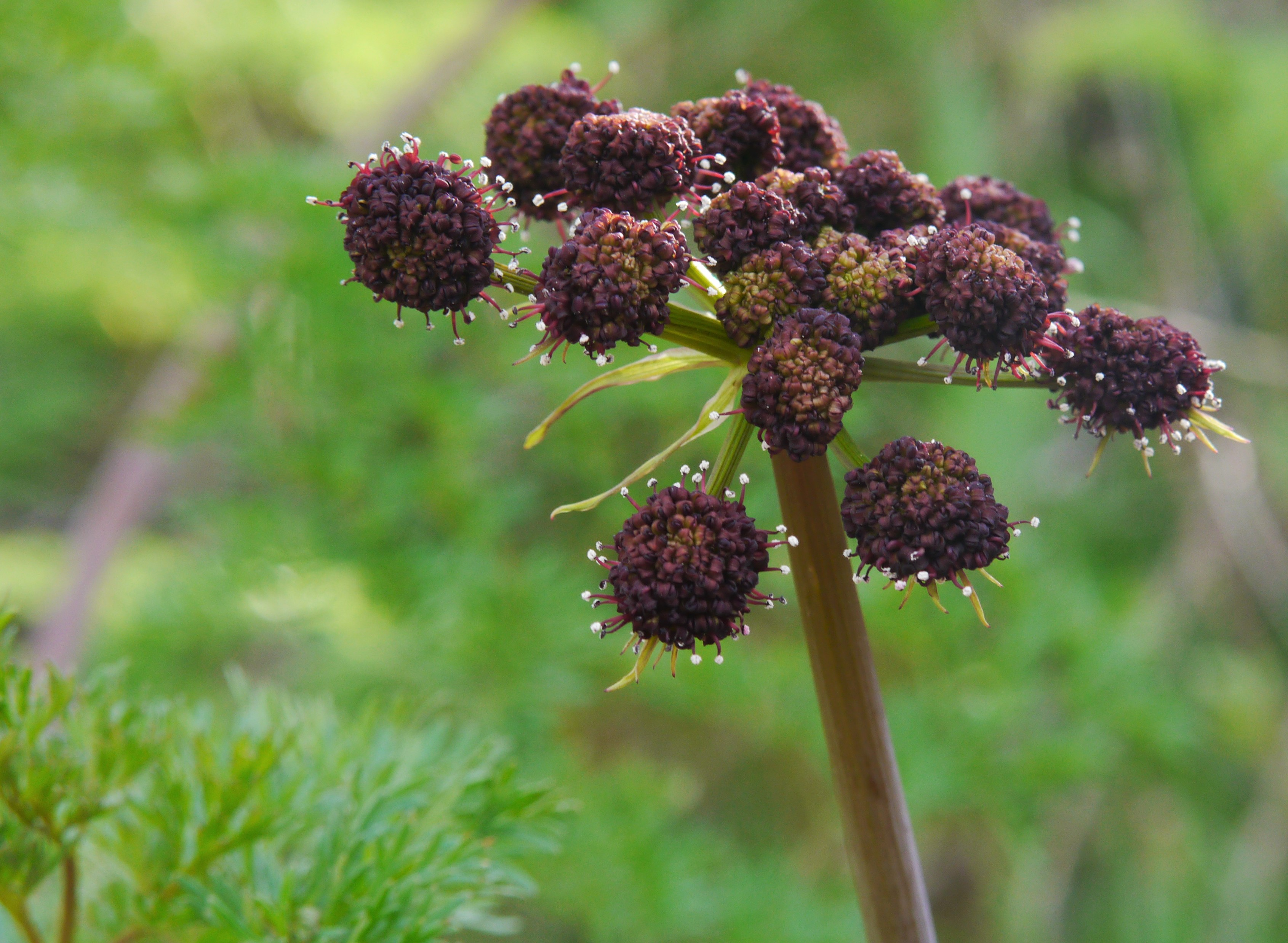
Doppeldoldiger Blütenstand

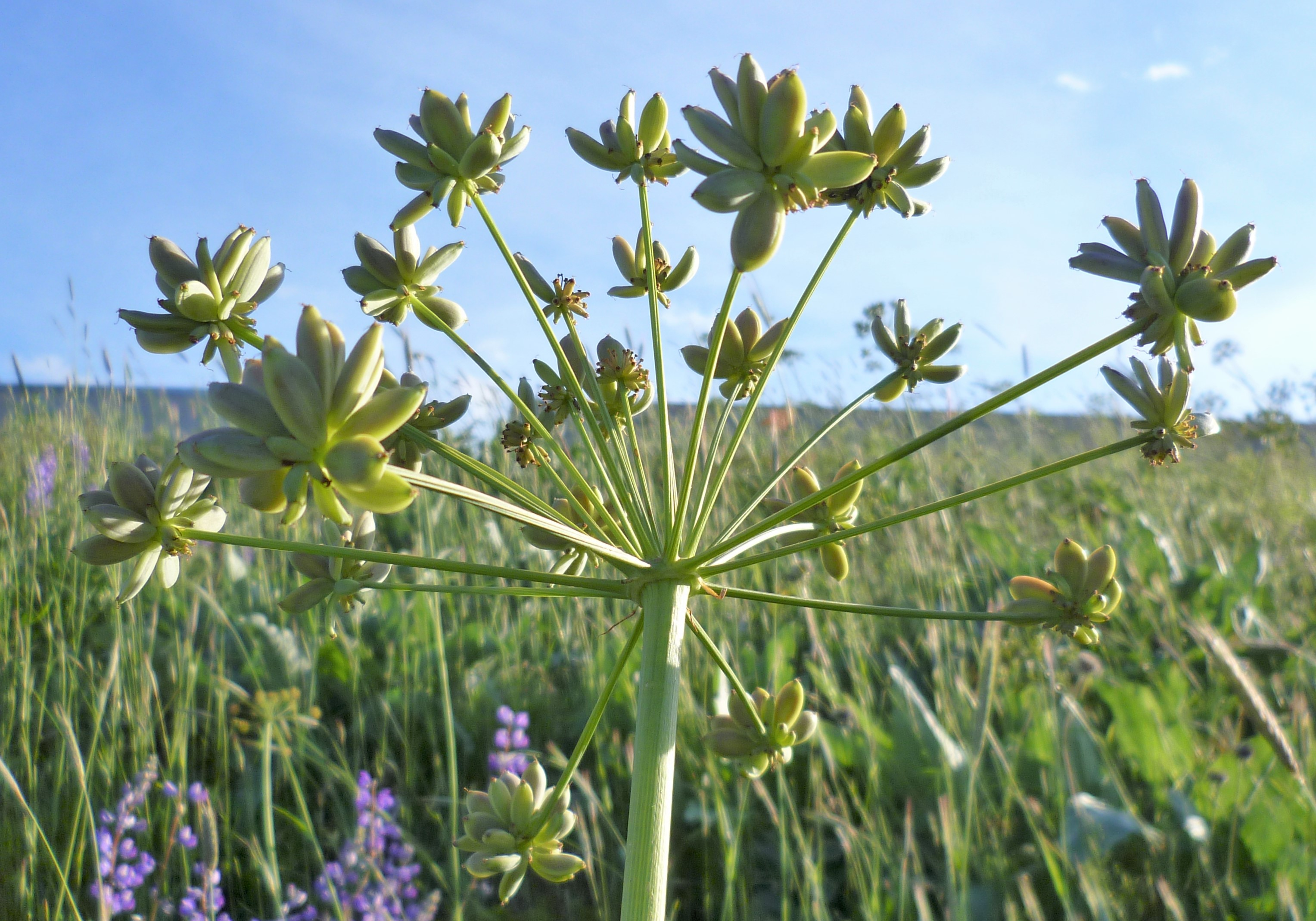
Fruchtstand mit unreifen Früchten

### Vegetative Merkmale
Lomatium dissectum ist eine der beiden Lomatium-Arten mit der größten Wuchshöhe, die 30 bis zu 140 oder selten 150 Zentimeter beträgt. Sie wächst als ausdauernde krautige Pflanze. Als Überdauerungsorgane bildet sie eine relativ dicke, gedrungene Pfahlwurzel aus. Die oberirdischen Pflanzenteile sind kahl oder feinflaumig behaart oder rau.
Die hauptsächlich grundständigen und wenigen wechselständig am Stängel angeordneten Laubblätter sind in Blattscheide, Blattstiel und Blattspreite gegliedert. Der Blattstiel ist 3 bis 30 Zentimeter lang. Die dreiteilig fiederteilige Blattspreite besitzt eine Länge von 15 bis 30 Zentimetern sowie eine Breite von 15 bis 35 Zentimetern einen dreieckigeiföfmigen bis runden Umriss. Ihre Blattsegmente sind bei einer Länge von 2 bis 8 Millimetern sowie einer Breite von 1,5 bis meist 2 bis 3 Millimetern linealisch-länglich.

### Generative Merkmale
Die Blütezeit reicht im westlichen Nordamerika von Mai bis Juli. Der blaugrüne Blütenstandsschaft ist 15 bis 60 Zentimeter lang. Der kahle, doppeldoldige Blütenstand besteht aus 10 bis 30 ausgebreiteten doldigen Teilblütenständen (einige stets steril). Die Strahlen sind 3 bis 10 Zentimeter lang. Es gibt mehrere linealische Hüllchenblätter. Jeder Teilblütenstand enthält 50 bis 200 männliche oder zwittrige Blüten. Gelegentlich werden rein männliche Dolden gefunden.
Die Kronblätter sind selten gelb bis purpurfarben, meist kastanien-rot.
Die Fruchtstiele bei fertilen Früchten sind 1 bis 3 Millimeter lang. Die kahle Doppelachäne ist bei einer Länge von 8 bis 16 Millimetern sowie einer Breite von 4,5 bis, meist 5 bis 10 Millimetern länglich-eiförmig bis elliptisch. Sie sind von dicken Flügeln von etwa 1 Millimeter Breite umrandet, die verdickt sind. Die bei der Gattung Lomatium oft vorhandenen dorsalen Rippen sind unauffällig, Öl-Kanäle kaum sichtbar. Etwa 99.000 Früchte haben eine Masse von einem Kilogramm.
Die Chromosomenzahl beträgt 2n = 22.

## Ökologie
Die Pfahlwurzel macht sie gegen Trockenheit unempfindlich.
Die Ausbreitung der Diasporen, in diesem Fall die Teile der Doppelachäne, erfolgt durch den Wind.

## Systematik
Die Erstbeschreibung erfolgte 1840 unter dem Namen (Basionym) Leptotaenia dissecta wurde durch Thomas Nuttall in John Torrey und Asa Gray: A Flora of North America: containing ..., Volume 1, Issue 4, Seite 630. Die Neukombination zu Lomatium dissectum (Nutt.) Mathias & Constance wurde 1942 durch Mildred Esther Mathias und Lincoln Constance in Bulletin of the Torrey Botanical Club, Volume 69, Issue 3, Seite 246 veröffentlicht.
Von Lomatium dissectum wurden zwei Varietäten beschrieben. Aber seit 2017 hat Lomatium multifidum (Nutt.) R.P.McNeill & Darrach (Syn.: Lomatium dissectum var. multifidum (Nutt.) Mathias & Constance, Leptotaenia multifida Nutt., Leptotaenia dissecta var. multifida (Nutt.) Jepson, Ferula multifida (Nutt.) Gray) den Rang einer Art (englischsprachige Trivialnamen sind carrot-leaf biscuitroot, carrot-leaf Indian-root). Da sich mit der Ausgliederung der Varietät der Umfang der Art geändert hat, hat sich auch das Verbreitungsgebiet verkleinert, ältere Angaben als 2017 können also dafür nicht mehr herangezogen werden. Die beiden Arten Lomatium dissectum und Lomatium multifidum unterscheiden sich morphologischbesonders in Blütenfarbe und Zeitpunkt der Fruchtentwicklung. Die beiden Arten Lomatium dissectum und Lomatium multifidum haben nur kleine Überschneidungsgebiete ihrer Areale und dort sind alle Individuen klar unterscheidbar, es scheint keine Hybriden zu geben.

## Vorkommen und Gefährdung
Das Verbreitungsgebiet von Lomatium dissectum liegt im westlichen Nordamerika.
Für Lomatium dissectum s. str. im Umfang ab 2017 ist das Verbreitungsgebiet nur die westliche kanadische Provinz British Columbia und die westlichen US-Bundesstaaten Idaho, Oregon, Washington sowie Kalifornien.
Wildstandorte von Lomatium dissectum sind tiefgründige mittlere Böden bewaldeter oder verbuschter Hänge in Höhenlagen von 500 bis 2000 Metern werden angegeben. Beweidung und Brände werden gleichfalls überstanden. Kleinere Bestände können auf Überweidung empfindlich reagieren, doch insgesamt sind die Populationen tolerant gegen den Fraß durch Wildtiere.

## Nutzung
Lomatium dissectum wird als Heilpflanze genutzt, insbesondere bei Erkältungskrankheiten. Schon die nordamerikanischen indigenen Völker nutzten Pflanzenteile als traditionelles Heilmittel bei Erkältungen und weiteren Krankheiten. Die unterirdischen Pflanzenteile wurden zur Heilung von Verdauungsbeschwerden eingesetzt.
Ein Extrakt der Wurzel von Lomatium dissectum unterbindet die zellschädigenden Eigenschaften von Rotaviren vollständig. Auch eine antibiotische Wirkung gegen Mycobacterium tuberculosis und Mycobacterium avium wurde nachgewiesen.